# 裸口线虫科
裸口线虫科（学名：Anoplostomatidae）为刺嘴目的一个科。

## 下级分类
本科包括以下属：
- 裸口线虫属 Anoplostoma Bütschli, 1874
- Chaetonema Filipjev, 1927
- Donsinema Allgén, 1951